# Atomaria insecta
Atomaria insecta is een keversoort uit de familie harige schimmelkevers (Cryptophagidae). De wetenschappelijke naam van de soort werd in 1857 gepubliceerd door Thomas Vernon Wollaston.